# Jean-Claude Juncker
Jean-Claude Juncker (Redange-sur-Attert, Cantón de Redange; 9 de diciembre de 1954) es un político luxemburgués miembro del Partido Popular Social Cristiano (PCS o CSV). Fue presidente de la Comisión Europea desde el 1 de noviembre de 2014 hasta el 30 de noviembre de 2019. Ocupó en varias ocasiones el cargo de primer ministro y desempeñó otras funciones ministeriales en Luxemburgo. En el ámbito de la Unión Europea ha ejercido como presidente de turno del Consejo Europeo en la segunda mitad de 1997 y en la primera mitad de 2005, y hasta el 21 de enero de 2013 ejerció como presidente del Eurogrupo.
Juncker lideró la campaña del Partido Popular Europeo (PPE) en las elecciones al Parlamento Europeo de 2014. El PPE resultó ganador de dichas elecciones, aunque tuvo que pactar con los socialdemócratas y los liberales para obtener la mayoría absoluta. El 15 de julio, el Parlamento Europeo eligió a Juncker como presidente para suceder a José Manuel Durão Barroso a partir de noviembre de 2014. Por primera vez, y de acuerdo con el artículo 17 del Tratado de Lisboa, el presidente de la Comisión Europea se eligió teniendo en cuenta el resultado de las elecciones europeas. Juncker subrayó una agenda política de diez puntos para desarrollar durante su presidencia, orientada al empleo y crecimiento económico. En 2017 presentó el Libro Blanco sobre el futuro de Europa en el que expuso cinco escenarios posibles para la evolución de la organización, buscando dar impulso a una refundación de la Unión Europea.

## Biografía
Juncker pasó su infancia y juventud en el sur de su país, donde su padre trabajaba en una planta siderúrgica.
Realizó sus estudios secundarios en Bélgica, recibiendo su bachillerato en Luxemburgo.
En 1979 obtiene una maestría en Derecho por la Universidad de Estrasburgo, donde conoce a su futura esposa.
Nunca ejerció activamente su profesión. Le han sido otorgados doctorados honoris causa por las universidades Münster, de Bucarest, de Tracia y Salamanca (esta última la más reciente, el 9 de noviembre de 2017, la cual suscitó una gran polémica, con una protesta estudiantil dentro y fuera del paraninfo). En 1989 sufrió un grave accidente de automóvil, a consecuencias del cual permaneció en coma durante dos semanas.
En 2002 fue condecorado por el presidente francés con la Legión de Honor en el grado de gran oficial.
En 2006 fue nombrado miembro asociado extranjero de la Academia de Ciencias Morales y Políticas de Francia.

### Trayectoria política
Miembro activo del Partido Cristiano Social desde 1974, se convierte en secretario parlamentario de esta formación en 1979. A partir de allí gana cada vez mayor reconocimiento en su partido y en diciembre de 1982 es designado secretario de Estado de Trabajo y Seguridad Social por el entonces primer ministro Pierre Werner.
En 1984 es electo por primera vez miembro de la Chambre des députés (Parlamento). El primer ministro Jacques Santer lo designa ministro de Trabajo y ministro a cargo del Presupuesto. Durante la presidencia luxemburguesa del Consejo de la Comunidad Europea en 1985, preside el Consejo de Ministros de Asuntos Sociales y Presupuesto.
Luego de las elecciones legislativas de junio de 1989, es designado ministro de Finanzas y ministro de Trabajo. En la tradición política luxemburguesa, el cargo de ministro de Finanzas es considerado como la antesala al oficio de primer ministro. En 1992 comienza la preparación de una profunda reforma impositiva, que es puesta en práctica desde enero de 1993.
Después de haber sido gobernador del Banco Mundial entre 1989 y 1995, Juncker fue nominado gobernador del Fondo Monetario Internacional y del Banco Europeo para la Reconstrucción y el Desarrollo (EBRD) en 1995.

#### Primer ministro de Luxemburgo
Reelecto miembro del parlamento en junio de 1994, conduce nuevamente los ministerios de finanzas y de trabajo. Cuando Jacques Santer, entonces primer ministro, es designado presidente de la Comisión Europea en enero de 1995, el gran duque de Luxemburgo convoca a Juncker como primer ministro, quien simultáneamente se desempeñará como ministro de Finanzas, Trabajo y Empleo, y Presupuesto.
En junio de 1999 el Partido Cristiano Social ganó nuevamente las elecciones, y Juncker ocupa una vez más la jefatura de un gobierno compuesto de miembros del PSC y del Partido Democrático que termina con quince años de gobierno de coalición entre el PSC y el Partido Obrero Socialista. Además del cargo de primer ministro, conserva las carteras de Finanzas y de Comunicaciones.
El 31 de julio de 2004 es designado nuevamente primer ministro, ministro de Estado y ministro de Finanzas del gobierno formado como resultado de las elecciones generales del 13 de junio de 2004, e integrado por una coalición entre los socialcristianos de Juncker y el Partido Obrero Socialista. En julio de 2013, meses antes de finalizar el mandato, se vio obligado a convocar elecciones tras retirarle el apoyo su socio de gobierno tras destaparse el caso Bommeleeër, una serie de sabotajes con bomba realizados en los años ochenta y que implicaba a los servicios de seguridad del Estado. El 4 de diciembre de 2013 Xavier Bettel lo sustituyó como primer ministro.

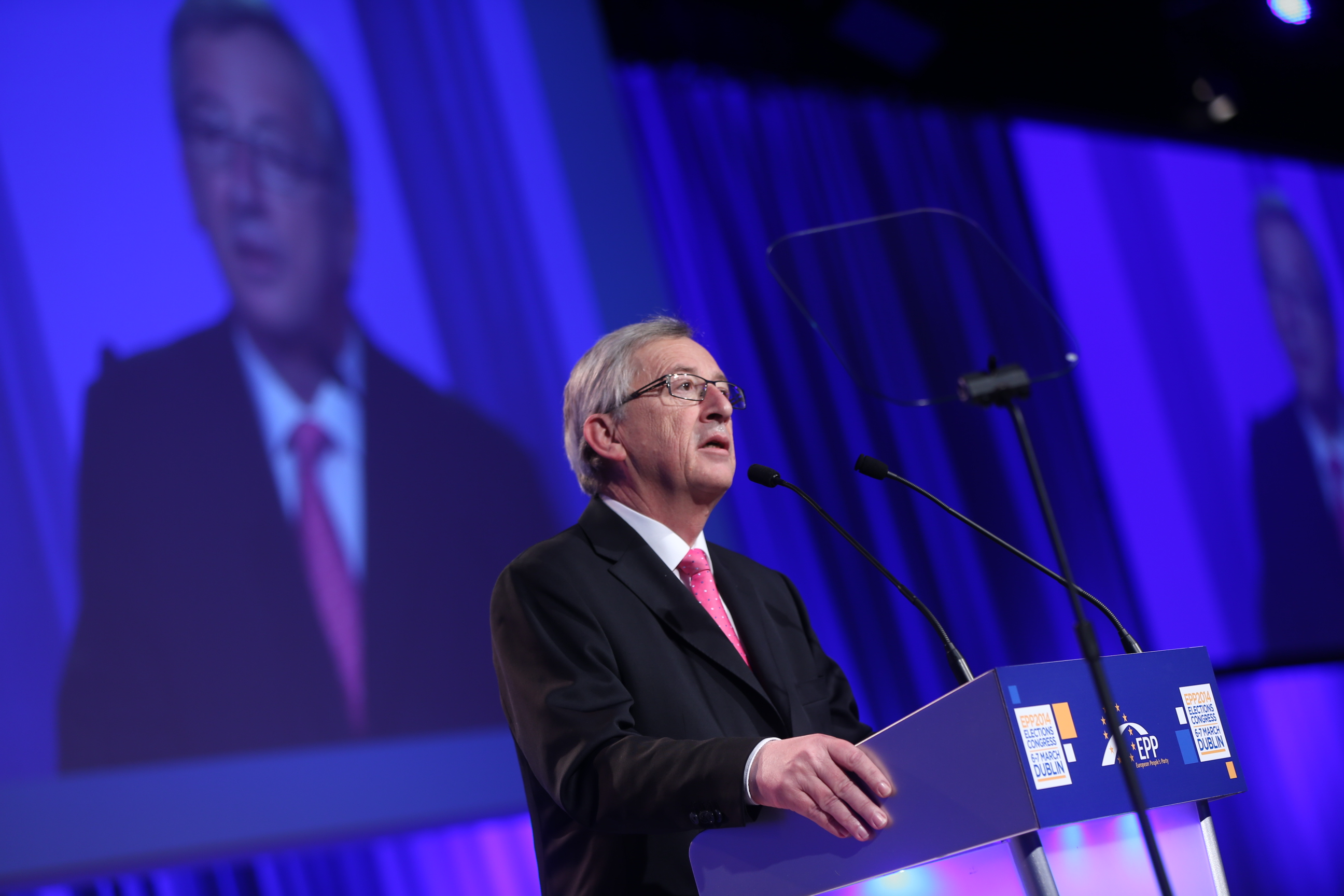
Juncker en el Congreso del EPP en 2014

#### En las instituciones europeas
Juncker presidió en 1991 el Consejo Económico y Financiero europeo, y en tal condición se destacó como una de las figuras principales en la creación del Tratado de Maastricht (Tratado de la Unión Europea). En diciembre de 1996 tuvo una actuación decisiva como mediador entre el canciller alemán Helmut Kohl y el presidente francés Chirac, en las negociaciones que se llevaron a cabo en Dublín acerca del pacto de estabilidad subyacente a la Unión Económica y Monetaria europea. Durante la segunda mitad de 1997 presidió el Consejo Europeo.
En septiembre de 2004, en Scheveningen, Juncker es elegido primer presidente del Eurogrupo, organismo informal integrado por los ministros de Finanzas de la Eurozona. Su mandato comenzó en 2005 siendo reelegido en 2006. Durante el primer semestre de 2005 le correspondió por segunda ocasión la Presidencia rotativa del Consejo Europeo.
Juncker obtuvo en 2006 el premio Carlomagno por su contribución a la unidad europea, y fue una de las personalidades que se mencionaron con más frecuencia como posible candidato a ejercer el primer mandato presidencial permanente del Consejo Europeo, cargo que finalmente ocupó Herman Van Rompuy. Ya en 2004 Juncker había formado parte de los favoritos prara asumir como presidente de la Comisión Europea, siéndole incluso ofrecido el cargo, pero Juncker se negó a aceptarlo por haber sido reelegido como primer ministro en su país. En 2014, Juncker también fue uno de los posibles opcionados a ejercer el tercer mandato presidencial permanente del Consejo Europeo.

#### Presidente de la Comisión Europea
Entre 6 y el 7 de marzo de 2014, en el Congreso del Partido Popular Europeo (PPE) que tuvo lugar en Dublín, Irlanda, fue elegido Jean-Claude Juncker como candidato de los populares a la Presidencia de la Comisión Europea, después de derrotar al otro candidato, Michel Barnier.
En las elecciones al Parlamento Europeo de 2014, el Partido Popular Europeo (PPE) hizo campaña con Jean-Claude Juncker como candidato a ocupar la presidencia de la Comisión Europea, enfrentándose a Martin Schulz, candidato del Partido Socialista Europeo; Guy Verhofstadt candidato liberal; Ska Keller, candidata de los verdes; y a Alexis Tsipras, candidato del Partido de la Izquierda Europea. Juncker visitó los Estados miembros de la Unión Europea y participó en varios debates con los candidatos del resto de partidos políticos europeos.
El PPE resultó ganador de dichas elecciones, aunque tuvo que pactar con los socialdemócratas, segunda fuerza en el Parlamento, para obtener la mayoría absoluta necesaria para ser elegido presidente. A este pacto se sumaron también los liberales. El 27 de junio, el Consejo europeo propuso a Juncker como candidato. Más tarde, el 15 de julio de 2014, el Parlamento Europeo eligió a Juncker como Presidente para suceder a José Manuel Durão Barroso a partir de noviembre de 2014.
Juncker subrayó una agenda política de diez puntos para desarrollar durante su presidencia, orientada al empleo y crecimiento económico.

##### Refundación de la Unión Europea
En 2017 comenzó un periodo de transición tras la invocación del artículo 50 del tratado de la Unión Europea por el Reino Unido que dio inicio formal al trámite para la retirada británica del bloque europeo (Brexit). En respuesta a la nueva situación, Jean-Claude Juncker —entonces presidente de la Comisión Europea— presentó en marzo un Libro Blanco donde propuso a los Estados miembros de la UE decidir entre uno de los cinco escenarios para dirigir la UE en el futuro, e instó a «pasar página y empezar un nuevo capítulo en nuestra historia» tras el Brexit.
Durante la Cumbre de Roma del día 25 del mismo mes, los dirigentes de la UE se reunieron para celebrar el 60.º aniversario de los Tratados de Roma, reflexionar sobre el relato europeo, los logros alcanzados por la organización y debatir sobre el futuro común. Entonces Juncker retó a los miembros del Consejo Europeo a posicionarse en torno a una de las vías del Libro Blanco, para que de esta forma, aquellos que obstaculizan la toma de decisiones quedasen en evidencia. «Hemos elegido este método para obligarlos a salir de la ambigüedad», explicó.
También en el parlamento de Estrasburgo, Juncker aprovechó su discurso del estado de la Unión en septiembre, para proponer una serie reformas. En su disertación destacó la necesidad de que todos los Estados miembros de la UE entren a formar parte de la eurozona y el espacio Schengen para el 2025. Expuso además detalles que no figuraban en el Libro Blanco, entre ellos la idea de fusionar las presidencias de la Comisión y el Consejo, así como la conveniencia de nombrar un «superministro de economía» para la eurozona. Juncker también solicitó la celebración una cumbre de los 27 líderes europeos en Sibiu, Rumanía (iniciativa que fue aceptada y dio curso a la reunión celebrada el Día de Europa de 2019, donde se aprobó una declaración de diez compromisos).
Por otra parte, tras las elecciones al Parlamento Europeo en mayo de 2019, el Consejo Europeo inició el proceso para renovar de la jefatura de las principales instituciones de la UE. Durante varias reuniones no concluyentes, numerosos nombres fueron barajados para el cargo de presidente de la Comisión Europea, incluyendo la posibilidad de postular a Merkel para el puesto. Sin embargo fue Ursula von der Leyen quien resultó elegida por el Consejo en la cumbre del 2 de julio siguiente donde además fueron designados el Alto representante de la Unión para Asuntos Exteriores y Política de Seguridad, así como los presidentes del Consejo y del Banco Central Europeo.

## Escándalo LuxLeaks
A principios de noviembre del 2014, pocos días después de llegar encabezar la comisión europea, Juncker se vio afectado por unas revelaciones en la prensa derivadas de documentos filtrados conocidos como LuxLeaks, según los cuales Luxemburgo bajo su mandato se había convertido en un centro europeo de evasión fiscal corporativa. Con la ayuda del gobierno luxemburgués, las empresas transferían garantías fiscales por valor de muchos billones de euros a Luxemburgo, donde el ingreso se fiscalizaba a una fracción del 1%. Su discurso en Bruselas en julio de 2014 en el que prometía "intentar poner cierta moralidad y ética en el panorama fiscal Europeo", fue duramente criticado según la filtración. Como consecuencia, Juncker recibió una moción de censura en el parlamento europeo sobre su papel en los esquemas de evasión de impuestos. La moción fue derrotada por una gran mayoría.